# Sistema Kafala
El sistema kafala o kefala (àrab: نظام الكفالة, niẓām al-kafāla; ‘sistema de garantia’ o ‘sistema de fiança’) és un sistema social utilitzat per a controlar els treballadors migrants que treballen principalment en els sectors de la construcció i domèstic als estats membres del Consell de Cooperació del Golf, és a dir, Bahrain, Kuwait, Líban, Oman, Aràbia Saudita i els Emirats Àrabs Units, i en alguns països veïns.
El sistema exigeix que tots els treballadors immigrants tinguin un patrocinador (kafil, en àrab: كفيل, kafīl) al país, normalment el seu ocupador, que és responsable del visat i de la situació legal. Aquesta pràctica ha estat criticada per les organitzacions de drets humans per generar oportunitats fàcils per a l'explotació dels treballadors, ja que molts ocupadors retenen els passaports i abusen dels treballadors amb poques possibilitats de repercussions legals.
Segons The Economist, «és poc probable que la sort dels treballadors immigrants millori fins que es reformi el sistema de kafala, pel qual els treballadors estan en deute amb els ocupadors que van patrocinar els seus visats. El sistema bloqueja la competència nacional pels treballadors estrangers als països del Golf».

## Context jurídic i etimologia
Segons el dret islàmic, el terme «kafala» fa referència a l'apadrinament d'un menor d'edat per part d'una persona diferent dels pares biològics. A diferència de l'adopció occidental, a la kafala el menor no renuncia a la família d'origen ni adquireix parentiu amb el tutor.
Al començament de la dècada de 1970, coincidint amb el desenvolupament dels estats àrabs del Golf, alguns països de la regió van acceptar l'arribada de treballadors immigrants no qualificats sota la condició que una altra persona, normalment l'ocupador o una agència, es responsabilitzés del visat i del permís de residència. La similitud entre ambdós conceptes ha fet que la premsa occidental es refereixi a aquesta pràctica com a «sistema kafala».
Escriptors com Omar Hesham AlShehabi i Shirleen Anushika Datt han atribuït les arrels del sistema de kafala a l'època colonial, quan l'Imperi Britànic va portar treballadors del subcontinent indi a l'Orient Mitjà.

## Funcionament per país

### Bahrain

#### Derogació
El 2009, Bahrain va ser el primer país del Consell de Cooperació del Golf (CCG) a reclamar la derogació del sistema de kafala. En una declaració pública, el ministre de Treball va comparar el sistema amb l'esclavatge. L'abril del 2009 es van introduir canvis en el Suggeriment de Regulació del Mercat Laboral, que es van aplicar a partir de l'1 d'agost del 2009. Segons la nova llei, els immigrants són patrocinats per l'Autoritat de Regulació del Mercat Laboral i poden canviar d'un ocupador a un altre sense l'acord del seu ocupador. Cal un preavís de tres mesos per renunciar a un ocupador.
Tot i això, el novembre de 2009, Human Rights Watch (HRW) va afirmar que «les autoritats fan poc per imposar el compliment» dels «ocupadors que retenen els salaris i els passaports dels empleats immigrants... pràctiques [que] són il·legals segons la legislació bahrainiana».

### Kuwait
Els treballadors immigrants a Kuwait representen el 60% de la població i el 80% de la mà d'obra nacional. L'estat compta amb una llei, coneguda com a «sistema de patrocini de treballadors estrangers», que exigeix la garantia d'un ocupador local per obtenir el visat de treball. Tot i que el govern kuwaití ha aprovat algunes mesures per millorar les condicions dels treballadors migrants, el sistema kafala continua en vigor.
El sistema de kafala es practica a Kuwait. El 2018, Kuwait es va veure embolicat en una crisi diplomàtica amb les Filipines, que va acabar en un acord laboral del maig del 2018 que prohibia les pràctiques habituals de la kafala contra els treballadors migrants filipins, inclosa la confiscació de passaports i la garantia d'un dia lliure a la setmana de feina.

### Aràbia Saudita
Segons un informe de HRW del 2008, amb el sistema de kafala a l'Aràbia Saudita, «un ocupador assumeix la responsabilitat d'un treballador migrant contractat i ha de concedir un permís explícit abans que el treballador pugui entrar a l'Aràbia Saudita, canviar de feina o sortir-ne del país. El sistema de kafala dona a l'ocupador un immens control sobre el treballador». HRW va afirmar que «alguns ocupadors abusius exploten el sistema de kafala i obliguen els treballadors domèstics a continuar treballant contra la seva voluntat i els prohibeixen tornar als seus països d'origen» i que això és «incompatible amb l'article 13 de la Declaració Universal dels Drets Humans».
HRW va afirmar que «la combinació de les elevades taxes de contractació pagades pels ocupadors saudites i el poder que els atorga el sistema de kafala per controlar si un treballador pot canviar d'ocupador o sortir del país va fer que alguns ocupadors se sentissin amb dret a exercir la “propietat” sobre un treballador domèstic» i que el «sentit de propietat... crea condicions similars a l'esclavitud». El 2018, France 24 i ALQST van informar sobre l'ús de Twitter i altres xarxes socials en línia per part dels ocupadors del sistema de kafala, kafils, per «vendre» treballadors domèstics a altres kafils, en violació de la llei saudita. ALQST va descriure el comerç en línia com a «esclavitud 2.0».
Diversos treballadors domèstics indonesis van ser executats a Aràbia Saudita entre 2015 i 2018. Siti Zaeneb i Karni van ser decapitats l'abril del 2015. Muhammad Zaini Missin va ser executat el març del 2018 per haver matat el seu ocupador. El 29 d'octubre del 2018, Tuti Tursilawati, també treballadora domèstica indonèsia a l'Aràbia Saudita, va ser executada per haver matat el seu ocupador, acció que, segons ella, havia estat en defensa pròpia en relació amb els abusos sexuals. La ministra d'Afers Estrangers d'Indonèsia, Retno Marsudi, va presentar una queixa oficial per l'execució, que es va dur a terme sense previ avñis i malgrat que s'havia recorregut la sentència.
Entre 1991 i 2019, 300.000 dones bangladeshianes van anar a l'Aràbia Saudita sota el sistema de kafala. A principis de novembre del 2019, es van produir protestes a Dacca en resposta al cas de Sumi Akter, que va denunciar «despietades agressions sexuals», haver estat tancada durant 15 dies i que els seus ocupadors saudites li van cremar les mans amb oli calent. El cas d'una altra bangladeshiana, Nazma Begum, que va afirmar que havia estat torturada, també va atreure l'atenció dels mitjans de comunicació. A totes dues se'ls va prometre feina com a personal de neteja a hospitals, però van ser enganyades per convertir-se en empleades domèstiques. Begum va morir a l'Aràbia Saudita d'una malaltia no tractada.
El 4 de novembre del 2020, com a part de la seva visió 2030, Aràbia Saudita va anunciar un pla de reforma de la seva legislació laboral. Les noves mesures, que entraran en vigor el 14 de març del 2021, pretenen frenar el sistema de kafala:
1. Documentació digital obligatòria dels contractes laborals.
2. Se suprimeix l'estipulació del consentiment del patrocinador per als visats de sortida, els visats de sortida definitiva, els visats de reentrada i el canvi de patrocinador, sempre que se sol·licitin després de la finalització d'un termini contractual o d'un període de preavís adequat especificat prèviament al contracte. En cas que se sol·licitin dins d'un termini contractual, es poden continuar aplicant altres requisits.

Els canvis s'aplicaran als portals Absher i Qiwa, que formen part de l'administració electrònica d'Aràbia Saudita.
El març del 2021, Aràbia Saudita va introduir noves reformes laborals que permetien a alguns treballadors migrants canviar de feina sense el consentiment del seu ocupador. Human Rights Watch va afirmar que les reformes no van desmantellar els abusos del sistema de kafala, «deixant els treballadors migrants en alt risc d'abús». Molts treballadors domèstics i agricultors que no estan emparats per la llei laboral continuen sent vulnerables a múltiples abusos, com ara la confiscació del passaport, el retard en el pagament dels salaris i fins i tot el treball forçat. Tot i que els treballadors migrants poden sol·licitar un permís de sortida sense el permís del seu ocupador, la necessitat de tenir un permís de sortida és una violació dels drets humans.
Una investigació realitzada per France 24 a l'abril del 2021 va documentar els abusos soferts per les treballadores migrants a Aràbia Saudita. Una treballadora migrant de 22 anys, procedent de Madagascar, va ser assassinada per la màfia de la prostitució clandestina per a la qual treballava després de fugir de la casa del seu ocupador i enterrada sense taüt a al-Jubail. A causa de la pràctica d'alguns patrocinadors que confisquen els passaports de les treballadores migrants, les joves de l'Àfrica oriental tenen dificultats per tornar al seu país després de percebre els maltractaments dels ocupadors. Les dones solen acabar caient en la prostitució.

### Qatar
Al voltant d'1,2 milions de treballadors estrangers a Qatar, la majoria procedents de l'Índia, el Pakistan, Bangladesh, el Nepal i les Filipines, que constitueixen el 94% de la mà d'obra. Hi ha gairebé cinc treballadors estrangers per cada ciutadà qatarià, majoritàriament empleades domèstiques i treballadors poc qualificats.
La majoria dels treballadors viuen en condicions que Human Rights Watch ha comparat amb el «treball forçat». Sharan Burrow, secretària general de la Confederació Sindical Internacional, va declarar: «a finals de 2010 vam realitzar una avaluació de riscos en relació amb els drets laborals fonamentals. La regió del Golf va destacar com una llum vermella. Es trobaven absolutament a l'extrem inferior dels drets dels treballadors. Eren fonamentalment estats esclavistes». El sistema de visats de sortida impedeix als treballadors abandonar el país sense el permís del patrocinador, i cal el consentiment de l'ocupador per canviar de feina, sortir del país, obtenir el permís de conduir, llogar un habitatge o obrir un compte corrent. Amnistia Internacional va ser testimoni de com els treballadors signaven declaracions falses que havien rebut els seus salaris perquè se'ls tornés el passaport. L'organització va demanar una revisió del sistema de «patrocini». L'empresari àrab-estatunidenc Nasser Beydoun va descriure la seva situació de tal manera que: «els treballadors estrangers a Qatar són esclaus moderns dels seus ocupadors locals. El qatarià local és el seu amo». L'atenció dels mitjans de comunicació internacionals va augmentar després del nomenament de Qatar com a seu de la Copa Mundial de la FIFA 2022. El març de 2022, el President de la FIFA, Gianni Infantino, es va reunir amb el Ministre de Treball de Qatar, el Dr. Ali bin Samikh Al Marri, per a tractar dels progressos realitzats en l'àmbit del benestar dels treballadors i els drets laborals. A la reunió també es va donar a conèixer la Llei núm. 18 de 2022 de les reformes laborals de Qatar, que ordenava l'eliminació del permís de l'ocupador per a canviar de feina, alhora que establia un salari mínim no discriminatori per a tothom.
El sistema de kafala o patrocini practicat per les nacions del Consell de Cooperació del Golf s'ha declarat com la raó principal de l'abús dels drets dels treballadors migrants amb baixos ingressos.
Es discuteix poc el fet que els treballadors professionals expatriats amb ingressos alts també es veuen profundament afectats per l'abús del sistema per part de les empreses. Una qüestió confusa és que moltes de les empreses tenen la seu a països occidentals de la UE i els Estats Units.
La forma més típica d'abús per part d'aquestes empreses és la negativa a alliberar els empleats una vegada que la seva feina ha acabat amb l'empresa. Aquesta manca d'alliberament (normalment a través d'un Certificat de No-Objecció o NOC) restringeix els empleats de traslladar-se a una altra empresa a Qatar després que l'ocupació ha acabat amb l'ocupador actual.
Pot ser que aquesta nova llei elimini la paraula «patrocini», però deixa intacte el mateix sistema bàsic. És bo que Qatar hagi acceptat que les seves lleis estaven alimentant els abusos, però aquests canvis inadequats continuaran deixant els treballadors a mercè dels caps explotadors.  
Aquesta prohibició executada per l'empresa impedirà que l'empleat típic treballi a Qatar durant dos anys més enllà del moment en què va acabar la feina. En els pitjors casos, l'empresa reté l'empleat indefinidament en un esforç per extorsionar-lo quan les oportunitats de negoci fracassen. Des dels executius més alts fins a les secretàries més baixes, aquesta política és perjudicial i serveix d'amenaça constant sobre l'empleat.
El 13 de desembre del 2016, el govern qatarià va introduir una nova llei laboral que, segons va dir, aportaria «beneficis tangibles» als treballadors del país en abolir el sistema de kafala. La nova normativa, destinada a facilitar als treballadors migrants el canvi de treball i la sortida del país, va entrar en vigor immediatament. Amnistia Internacional va qualificar les reformes d'inadequades i de seguir «deixant els treballadors migrants en mans de patrons explotadors».
El gener del 2020, Qatar va emetre un decret ministerial que suprimia el requisit de visat de sortida que formava part del sistema kafala. Amb la supressió del requisit de visat de sortida, els migrants que treballen a Qatar ja no necessiten obtenir el permís de l'ocupador per abandonar el país. L'Organització Internacional del Treball va descriure el decret com una «fita important al programa de reforma laboral». Human Rights Watch va considerar que el canvi era insuficient, ja que es mantenia el requisit del consentiment de l'ocupador per canviar de treball i la discriminació en els nivells de salari mínim permanent, i els treballadors migrants «seguien enfrontant-se a la detenció i deportació per deixar el seu ocupador sense permís».
L'agost del 2020, el govern qatarià va anunciar un salari mínim mensual per a tots els treballadors de 1.000 rials (268 euros), un augment de l'anterior salari mínim temporal de 750 rials al mes. També es va eliminar el Certificat de No-Objecció perquè els empleats puguin canviar de feina sense el consentiment de l'ocupador actual. També es va formar un Comitè de Salari Mínim per controlar-ne l'aplicació.

#### Copa del Món de Futbol de 2022
Amb motiu de la Copa del Món de Futbol de 2022, les autoritats qatarianes van haver de respondre a les nombroses denúncies internacionals per violacions dels drets humans i per un sistema laboral gairebé esclavista. A fi d'allotjar el Mundial de futbol, Qatar va haver de construir ràpidament una nova xarxa de metro, aeroport, carreteres, els nou estadis i una nova ciutat, Lusail, que va acollir la final del torneig. Totes aquestes obres es van fer amb mà d'obra procedent, principalment, de països asiàtics, contractada sota el sistema kafala. Els treballadors van haver de fer front a impagaments prolongats, la dificultat d'accés a la justícia laboral o l'absència de sindicats per als treballadors estrangers, a més de a les precàries condicions habitacionals o les jornades de fins a 18 hores i 124 dies sense parar.
El febrer del 2021, el diari The Guardian va denunciar la mort de 6.500 treballadors des que se li va atorgar el Mundial a Qatar, així com la manca de transparència en les dades. En molts casos les morts eren registrades com a «mort natural» sense que es realitzés cap autòpsia. Des del govern qatarià es va explicar que aquesta xifra corresponia a totes les morts d'estrangers ocorregudes al país i van reconèixer, únicament, tres casos relacionats directament amb el Mundial.

### Emirats Àrabs Units
Els Emirats Àrabs Units (EUA) tenen un sistema de patrocini de visats de treball per expedir permisos de treball als estrangers que vulguin emigrar per treballar als EAU. La majoria dels visats són patrocinats per institucions i empreses. Una persona que vulgui entrar als EAU per treballar obté un permís de treball, vàlid per a dos mesos, del Ministeri de Recursos Humans. El patrocinador es fa càrrec de les proves mèdiques i de l'obtenció de targetes d'identitat, documents i segells. L'empleat pot aleshores patrocinar els seus familiars i portar-los als EAU. Segons l'article 1 del Decret ministerial núm. 766 de 2015, un empleat el contracte del qual expiri pot obtenir un nou permís i pot romandre als EAU amb un visat de recerca de feina de 6 mesos. També s'expedeix un nou permís de treball si l'ocupador incompleix les obligacions legals i contractuals, com ara no pagar els salaris durant 60 dies. Un treballador pot sol·licitar la rescissió del contracte després d'almenys 6 mesos d'ocupació. Un treballador l'ocupació del qual es resolgui injustament té dret a rebre un nou permís de treball sense la condició de sis mesos.
El dret de residència i permís de treball dels estrangers està protegit per la llei federal dels EAU núm. 6 de 1973 sobre l'entrada i la residència d'estrangers. Segons la llei dels EAU, un ocupador no pot negar a un empleat amb visat de treball el dret a unes vacances anuals, a un salari regular remunerat, a 45 dies de baixa per maternitat, al dret a dimitir, a una gratificació per dimissió i a un període de gràcia de 30 dies per trobar una nova feina. La llei també prohibeix a l'empresari confiscar el passaport de l'empleat, obligar-lo a pagar les taxes del visat de residència o obligar-lo a treballar més de vuit hores al dia o 45 hores a la setmana sense compensació. Un empleat que vulgui marxar ha de completar el període de preavís legal, que sol ser de 30 dies o menys, abans de deixar la feina o s'arrisca que se li prohibeixi treballar a EAU fins a un any. Les vídues o divorciades estrangeres la presència legal de les quals al país va ser afavorida per l'estatus laboral del seu marit reben un visat d'un any per romandre al país sense necessitat d'un permís de treball o un patrocinador.

#### Incident de maltractament a les treballadores de la llar
L'octubre del 2014, Human Rights Watch va calcular que hi havia 146.000 treballadores domèstiques migrants als EAU el visat de treball del qual estava patrocinat per ocupadors d'aquest país. En una entrevista amb 99 treballadores domèstiques, HRW va enumerar els abusos denunciats per les seves entrevistades: a la majoria els seus ocupadors els havien confiscat el passaport; en molts casos, no se'ls pagava el salari íntegrament, se'ls exigien hores extraordinàries (fins a 21 hores diàries) o l'alimentació, les condicions de vida o el tractament mèdic eren insuficients. 24 havien patit abusos físics o sexuals. HRW va criticar el govern dels EAU per no protegir adequadament els treballadors domèstics de l'explotació i els abusos i va formular nombroses recomanacions al país, com la derogació o la modificació de la Llei Federal núm. 6 de 1973 sobre l'entrada i la residència d'estrangers, perquè els treballadors domèstics puguin decidir per ells mateixos canviar d'ocupador sense perdre la condició d'immigrants. Els EAU van introduir el Decret Ministerial núm. 766 de 2015, que permet a un treballador rescindir el contracte sense perdre el seu estatus migratori si l'ocupador l'ha tractat injustament i rebre un nou permís de treball, o sol·licitar la rescissió del contracte sense perdre l'estatus migratori i rebre un nou permís de treball després d'almenys 6 mesos de feina sempre que hagin trobat un nou ocupador.
L'acte de confiscar passaports és il·legal i contra la llei dels Emirats Àrabs Units.

#### Llei sobre els drets dels treballadors de la llar
El juny del 2017, els EAU van adoptar un nou projecte de llei per harmonitzar la seva legislació laboral amb el Conveni sobre Treballadors Domèstics de l'Organització Internacional del Treball (OIT), proporcionant als treballadors domèstics migrants les mateixes proteccions laborals que a altres empleats dels EAU. El projecte de llei exigeix als ocupadors que proporcionin als treballadors domèstics allotjament i menjar, i uns mínims anuals de 30 dies de vacances pagades, 15 dies de baixa per malaltia pagada, 15 dies de baixa per malaltia no pagada, compensació per lesions o malalties relacionades amb la feina i 12 hores de descans diari.